# Saqqaata Tasia
Saqqaata Tasia är en sjö i Qaqortoq  på Grönland.